# Bogdan-Gruia Ivan
Bogdan-Gruia Ivan (ur. 24 marca 1991) – rumuński polityk, deputowany, w latach 2023–2024 minister badań naukowych, innowacji i cyfryzacji, w latach 2024–2025 minister gospodarki, cyfryzacji, przedsiębiorczości i turystyki, od 2025 minister energii.

## Życiorys
W 2012 ukończył administrację publiczną na Uniwersytecie Babeșa i Bolyaia w Klużu-Napoce. W 2014 uzyskał magisterium z komunikacji i public relations na tej samej uczelni. Zaangażował się w działalność polityczną w ramach Partii Socjaldemokratycznej. Pracował jako rzecznik prasowy rady okręgu Bistrița-Năsăud oraz doradca przewodniczącego tej rady. W 2020 z ramienia PSD uzyskał mandat posła do Izby Deputowanych (reelekcja w 2024).
W czerwcu 2023 objął urząd ministra badań naukowych, innowacji i cyfryzacji w utworzonym wówczas rządzie Marcela Ciolacu. W powołanym w grudniu 2024 jego drugim gabinecie został natomiast ministrem gospodarki, cyfryzacji, przedsiębiorczości i turystyki. W utworzonym w czerwcu 2025 gabinecie Ilie Bolojana powierzono mu funkcję ministra energii.